# Negovatelj
Negovatelj je plaćena ili neplaćena osoba koja pomaže pojedincu u aktivnostima svakodnevnog života. Negovatelji koji su članovi porodice ili društvene mreže primaoca nege, i koji možda nemaju posebnu profesionalnu obuku, često se opisuju kao neformalni negovatelji. Negovatelji najčešće pomažu kod nesposobnosti vezanih za starost, invaliditet, bolest ili mentalni poremećaj.

## Literatura
- Dorling Kindersley (2013). Caregiver's handbook (1st American изд.). New York: Dorling Kindersley. ISBN 978-1-4654-0216-5.
- Mitnick, S.; Leffler, C.; Hood, V.; American College of Physicians Ethics, P. A. H. R. C. (2010). „Family Caregivers, Patients and Physicians: Ethical Guidance to Optimize Relationships”. Journal of General Internal Medicine. 25 (3): 255—260. PMC 2839338 . PMID 20063128. doi:10.1007/s11606-009-1206-3.
- Carol Levine, ed. (2004) Always On Call: When Illness Turns Families into Caregivers (2nd ed.), Vanderbilt University Press for the United Hospital Fund.  0-8265-1460-X
- Dr. Marion Somers Elder Care Made Easier: Doctor Marion's 10 Steps to Help You Care for an Aging Loved One, Addicus Books, 2006.  1-886039-80-1
- Joyce Cavaye (2006) Hidden Carers, Dunedin Press, Edinburgh,  1-903765-66-8
- Bonnie Campbell McGovern (2007) Taking Care of Barbara: A Journey Through Life and Alzheimer's and 29 Insights for Caregivers.  0-595-40536-3 OCLC 145511953
- Ann Burack-Weissi, "The Caregiver's Tale: Loss and Renewal in Memoirs of Family Life", Journal of Marriage and Family, 69, no. 1 (2007): 271-272 ISSN 0022-2445
- Sylvia Barron Baca (2007) Caregiver Daily Journal Gardners Books  1-4303-2102-4 OCLC 176917554
- Maria M Meyer, Derr RN, Stanley, Tandberg (2014).  Caregiving in the Comfort of Home: A Complete Guide for Caregivers.  CareTrust Publications.   978-0-9851391-5-5

## Spoljašnje veze
- Becoming a Family Caregiver, a guide available in English, Spanish, Chinese, and Russian